# Pingwin długoczuby
Pingwin długoczuby (Eudyptes moseleyi) – gatunek dużego ptaka nielotnego z rodziny pingwinów (Spheniscidae). Ten zagrożony wyginięciem gatunek gniazduje na wyspach Tristan da Cunha, Gough, Amsterdam i Wyspie Świętego Pawła, chociaż był również obserwowany poza swym naturalnym zasięgiem występowania. Dawniej był uznawany za podgatunek pingwina skalnego (E. chrysocome). Średniej wielkości, krępy pingwin o czarno-białej barwie; cechuje go gęsty czubek z piór – u żadnego innego gatunku pingwina pasemka nie sięgają znacznie poza czarno-białą linię na gardle. Odżywia się krylem, ośmiornicami, kałamarnicami oraz rybami. Całkowita liczebność została oszacowana na 265 000 par lęgowych. Prawdziwe przyczyny spadku liczby tych pingwinów są nadal nieznane.

## Taksonomia

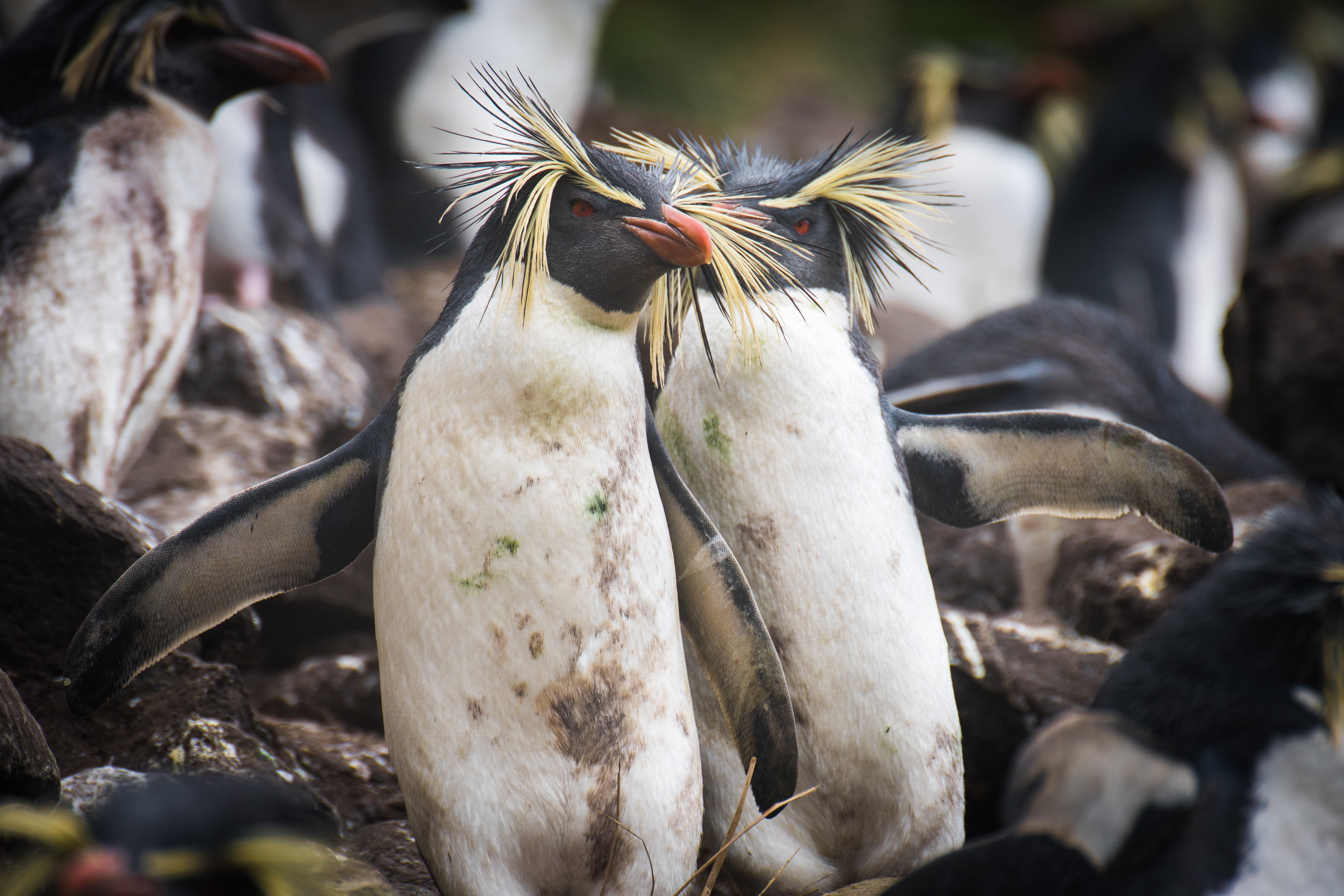
Osobniki z wyspy Amsterdam

Takson ten naukowo opisali Gregory Macalister Mathews oraz Tom Iredale w 1921 roku pod nazwą Eudyptes serresianus moseleyi, uznając go za podgatunek Eudyptes serresianus – taksonu synonimizowanego obecnie z pingwinem skalnym (E. chrysocome). Jako miejsce typowe autorzy wskazali wyspę Inaccessible w archipelagu Tristan da Cunha.
W XX wieku w niektórych pracach, a także książkach (1. tom Handbook of the Birds of the World (HBW) i HANZAB) pingwin długoczuby był uznawany za podgatunek pingwina skalnego (E. chrysocome) jako E.c. moseleyi. Jednakże już w HBW wspomniano, że inne terminy okresu lęgowego i długie czuby z piór na głowie mogą wskazywać na odrębność tego ptaka. Współczesne dane molekularne sugerują wyodrębnienie pingwina długoczubego od pingwina skalnego, co jest także popierane cechami morfologicznymi i jego odrębną ekologią prawdopodobnie związaną z temperaturą wód wokół wysp południowych Atlantyku i Oceanu Indyjskiego.
Odrębność pokrewnego pingwina różowodziobego jest sporna – niektórzy traktują go jako podgatunek p. skalnego jako E. c. filhoi, podczas gdy inni uznają go za odrębny gatunek E. filhoi podobnie jak E. moseleyi.
Międzynarodowy Komitet Ornitologiczny (IOC) uznaje pingwina długoczubego za przedstawiciela rodzaju Eudyptes i gatunek monotypowy.

### Etymologia
- Eudyptes – gr. ευ eu „dobry”; δυτης dutēs „nurek”, od δυω duō „nurkować”[16],
- moseleyi – prof. Henry Nottidge Moseley (1844–1891) – brytyjski przyrodnik (zoolog) oraz odkrywca[17].

## Występowanie
Zamieszkuje południową część Oceanu Atlantyckiego oraz Oceanu Indyjskiego, zamieszkując 7 subantarktycznych wysp, których łączna suma powierzchni wynosi 250 km²; wszystkie wyspy znajdują się poniżej równoleżników 37–40°S. Znany jest z wysp Tristan da Cunha, Gough, Amsterdam oraz Wyspy Świętego Pawła; wiadomo, że 90% populacji tego ptaka występuje na pierwszych dwóch wyspach. Wydaje się, że poza sezonem lęgowym pingwiny długoczube wędrują na północ od swoich terenów rozrodczych, choć ich wędrówki są słabo zbadane.
Gatunek ten obserwowany był również poza swym naturalnym zasięgiem występowania. Stwierdzono go w Południowej Afryce, na Nowej Zelandii, w Australii oraz na Falklandach i Antarktydzie. Co najmniej 3 ptaki przypłynęły na Nową Zelandię, 6 lub 7 osobników w latach 1995–2004 dotarło na Falklandy, zaś na terenie Australii udokumentowano 4 stwierdzenia. W 2014 roku stwierdzono próbę hybrydyzacji pingwina długoczubego i skalnego na Falklandzie Wschodnim; pisklę nie przeżyło, prawdopodobnie z głodu. Pojaw E. moseleyi u wód Nowej Zelandii stwierdzono po raz pierwszy w 1968 roku na archipelagu Wysp Chatham – zaobserwowany osobnik zbudował gniazdo i był obecny tamże do 1970 roku; na Pitt Island (również archipelag Wysp Chatham) po raz kolejny zauważono osobnika w 1993 roku, prawdopodobnie to ten sam ptak był obserwowany na tym obszarze aż do 2004 roku; trzeci potwierdzony pojaw pingwina długoczubego na Nowej Zelandii miał miejsce w Wellington w 1983 roku.

## Morfologia

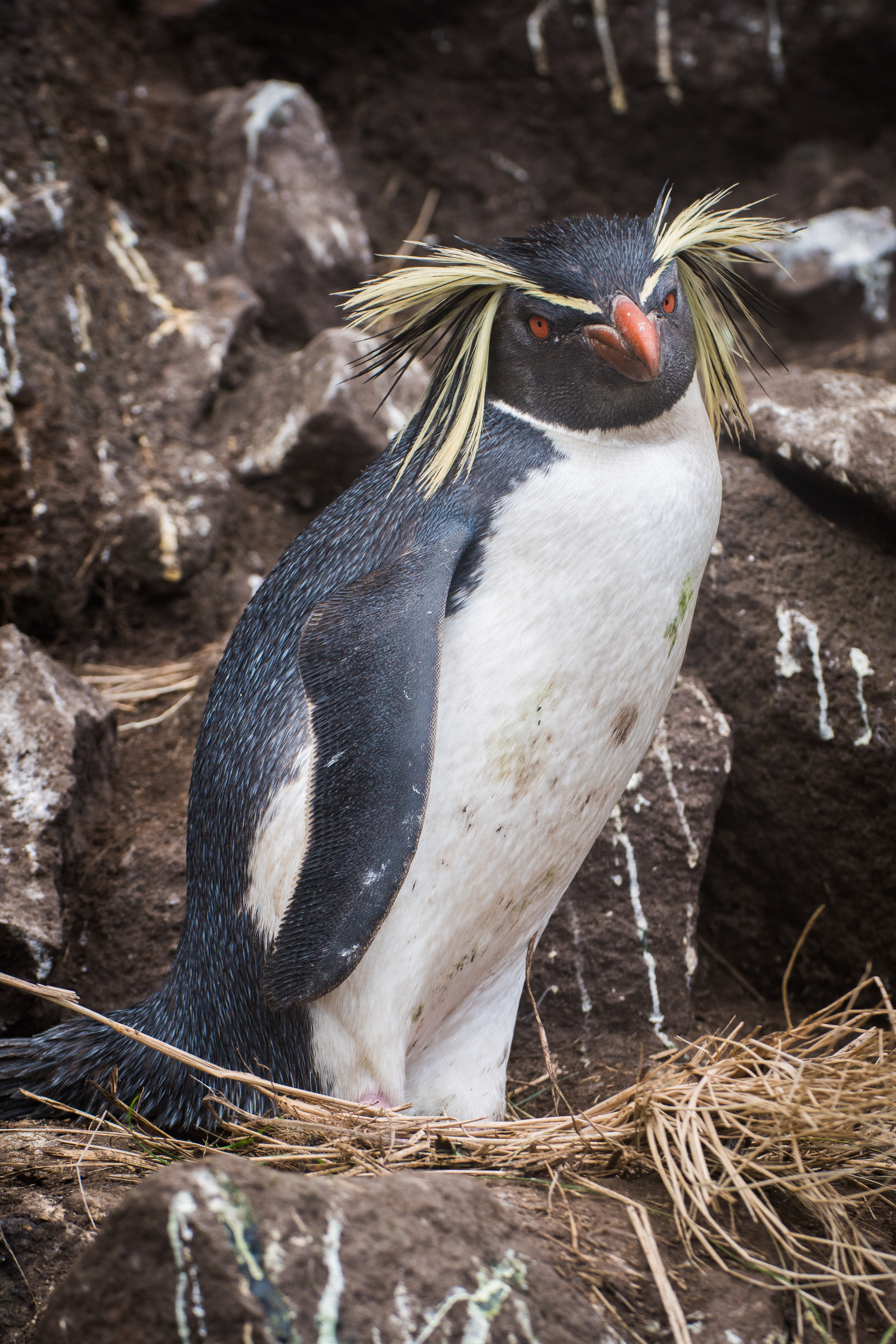
Pingwin długoczuby na skałach

Część źródeł uznaje ten gatunek za średniej wielkości gatunek pingwina, natomiast inne encyklopedie nazywają go raczej małym przedstawicielem tej grupy ptaków. Mimo to jest on największym przedstawicielem czubatych pingwinów (Eudyptes). Długość ciała 51–62 cm, masa ciała 2,4–4,3 kg (inne źródła mówią o 55 cm oraz 3 kg); długość skrzydła przekształconego w płetwę wynosi 19 cm. Jest to krępy pingwin. Płcie są do siebie podobne, chociaż samce są cięższe i mają większe dzioby od samic, które pozostają mniejsze.
Jest on większy od pingwina skalnego, od którego został wyodrębniony. Ubarwienie czarno-białe; głowa, wierzchnia strona skrzydła-płetwy oraz ogon są barwy łupkowatej szarości (chociaż inne źródła mówią o łupkowatej niebieskawej barwie tych części ciała) albo czarne, natomiast spodnia część ciała jest biała. Charakterystyczna dla tego gatunku jest gęsta, żółto-złota korona utworzona z pasemek piór – żaden inny pingwin nie ma tak gęstych czubów. Czubki te opadają, sięgając górnej części piersi (czarno-białą linię na gardle). Nad okiem znajduje się pasek o takiej samej barwie. Same oczy są czerwone. Dziób jest mocnej budowy, czerwonawo-brązowy, często bardziej lub mniej zakrzywiony. Stopy są różowe. Pingwiny z rodzaju Eudyptes znane są z tego, że mogą zostać rozróżnione po wzorze na spodniej stronie skrzydła – w przypadku pingwina długoczubego wzór ten jest zmienny, czerń widoczna jest u podstawy i na końcówce kończyny. Osobnikom w szacie juwenalnej brakuje czuba. U osobników w szacie immaturalnej broda i gardło są białe, czarnieją one z wiekiem; takie okazy mają bardzo zredukowane czubki z piór, są smuklejsze i mają matowy dziób.
W obszarze swojego zasięgu występowania jest gatunkiem, którego nie da się pomylić. Jest on większy od pingwina skalnego oraz różowodziobego, natomiast rysunek na spodniej stronie skrzydła przypomina ten spotykany u pingwina szczotkoczubego (E. sclateri).
Na terenach kolonii są to hałaśliwe ptaki. Repertuar tych zwierząt obejmuje hałaśliwe i agresywne skrzeki oraz ochrypłe trąbiące odgłosy wraz z rykami. W trakcie popisów wydają głośne, zgrzytliwe szczeknięcia połączone z wrzaskliwymi rykami; towarzyszą temu machanie głową i uderzanie skrzydłami. Rodzic odszukuje młode po jego głosie, które wydaje odmienne dla siebie „cheep”. W porównaniu do pingwina skalnego, pingwin długoczuby wydaje dźwięki o niższej tonacji, są one dłuższe.

## Ekologia
Ptak morski, pelagiczny. Toleruje szerszy zakres temperatur niż jego krewni. Gniazduje w różnych siedliskach, od skalistych plaż po tereny porośnięte wysoką trawą. Pokarmu poszukuje z dala od brzegu. Po tym, jak pisklęta się opierzyły, dorosłe osobniki wyruszają do morza – okres ten określany jest mianem pre-moult period. Trwa on 20–35 dni, po tym okresie w styczniu i lutym powracają na ląd, by się wypierzyć; po tym czasie ptaki znów powracają do morza (wówczas to czas ich zimowych migracji), aby ponownie powrócić na ląd w sezonie lęgowym.
Pingwin długoczuby to oportunista, wybierający różne żerowiska w okresie lęgowym, jak i pozalęgowym. Spożywa głównie szczętki (kryl) z rodziny Euphausiidae (Euphausia vallentini i Euphausia lucens), a także obunogi, takie jak Themisto gaudichaudii; w północnej części swego zasięgu zjada również ryby oraz głowonogi, takie jak ośmiornice (Octopoda) lub kałamarnice (Teuthoidea). Swe ofiary pozyskuje poprzez nurkowanie; w badaniu przeprowadzonym na wyspie Amsterdam, w trakcie 49 polowań pingwiny schodziły na głębokość od 12 do 168 m (średnio 66 m). Nie wykazano, aby obie płcie nurkowały na różne głębokości; stwierdzono za to zmienność w diecie u młodych i starszych osobników – pisklęta i okazy w stadium żłobkowym spożywały w dużej mierze skorupiaki i głowonogi, ale potem głównym składnikiem diety stają się ryby.
E. moseleyi sam również pada ofiarą innych drapieżników. Na pisklęta oraz chore lub zranione dorosłe ptaki polują wydrzyki (Stercorariidae) oraz rurkonose z rodzaju Macronectes; petrelec wielki (M. halli) i petrelec olbrzymi (M. giganteus) chwytają swe ofiary przy brzegu i na morzu, natomiast jeden z podgatunków wydrzyka brunatnego (S. antarctica lonnbergi) wraz z drozdem plamistym (Turdus eremita) zjadają jaja tego pingwina. Zbliżające się do kolonii dorosłe osobniki są sporadycznie atakowane przez kotiki subantarktyczne (Arctocephalus tropicalis) oraz amfitryty lamparcie (Hydrurga leptonyx). Wykazano, że na Nightingale petrelce (które słyną z tego, że polują na wiele gatunków Sphenisciformes) zabijały średnio 0,4 pingwina na każdą godzinę. Dawniej uważano, że płetwonogie stosunkowo rzadko zabijają tego ptaka, ale w 2019 roku oficjalnie potwierdzono drapieżnictwo ze strony kotika subantarktycznego.

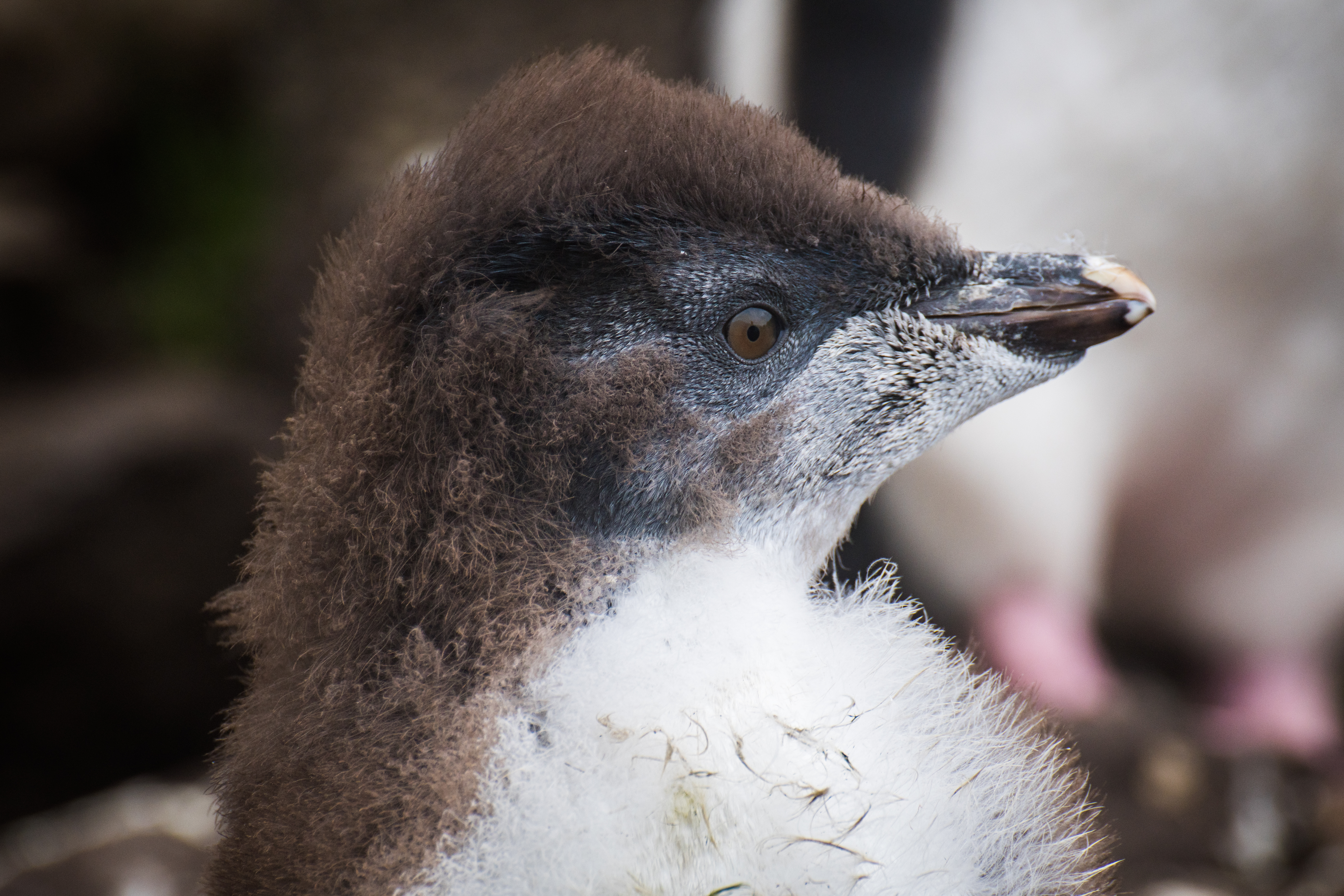
Pisklę pingwina długoczubego

Dorosłe pingwiny przypływają na tereny lęgowe w lipcu (w przypadku samców) i sierpniu (w przypadku samic). Gniazdo to płytki dołek w ziemi, wyłożony małą ilością materiału – trawą, kamieniami lub kośćmi, gniazdo może również nie mieć dodanego materiału budulcowego. P. długoczuby składa 2 zielonawo-niebieskie jaja; we wrześniu złożone zostaje pierwsze jajo, które, podobnie jak w przypadku innych Eudyptes, jest mniejsze od późniejszego, kolejnego jaja. Inkubacja jaj jest przeprowadzana przez oba osobniki z pary, trwa ona 32–34 dni; inkubacja jest podzielona pomiędzy samca i samicę – samiec wyrusza do morza na 3 tygodnie, a samica na kolejne 2, więc samica wysiaduje jaja dłużej. Po inkubacji wylęgają się pisklęta, które są czarne na wierzchu, natomiast kremowe od spodu; pisklęta formują tzw. żłobki w wieku 20 dni. Opierzają się w wieku około 10 tygodni.

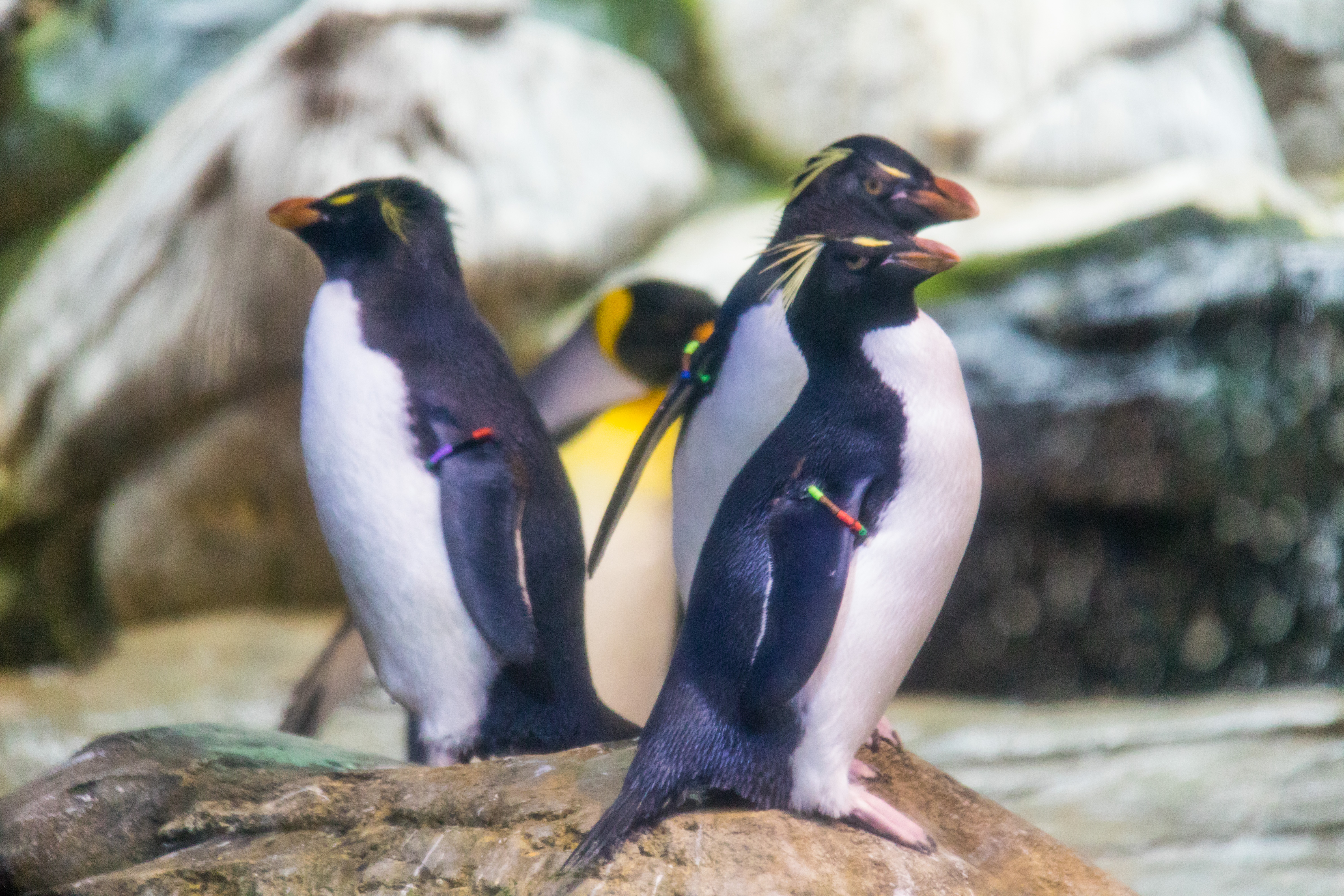
Pingwiny długoczube w niewoli

## Status

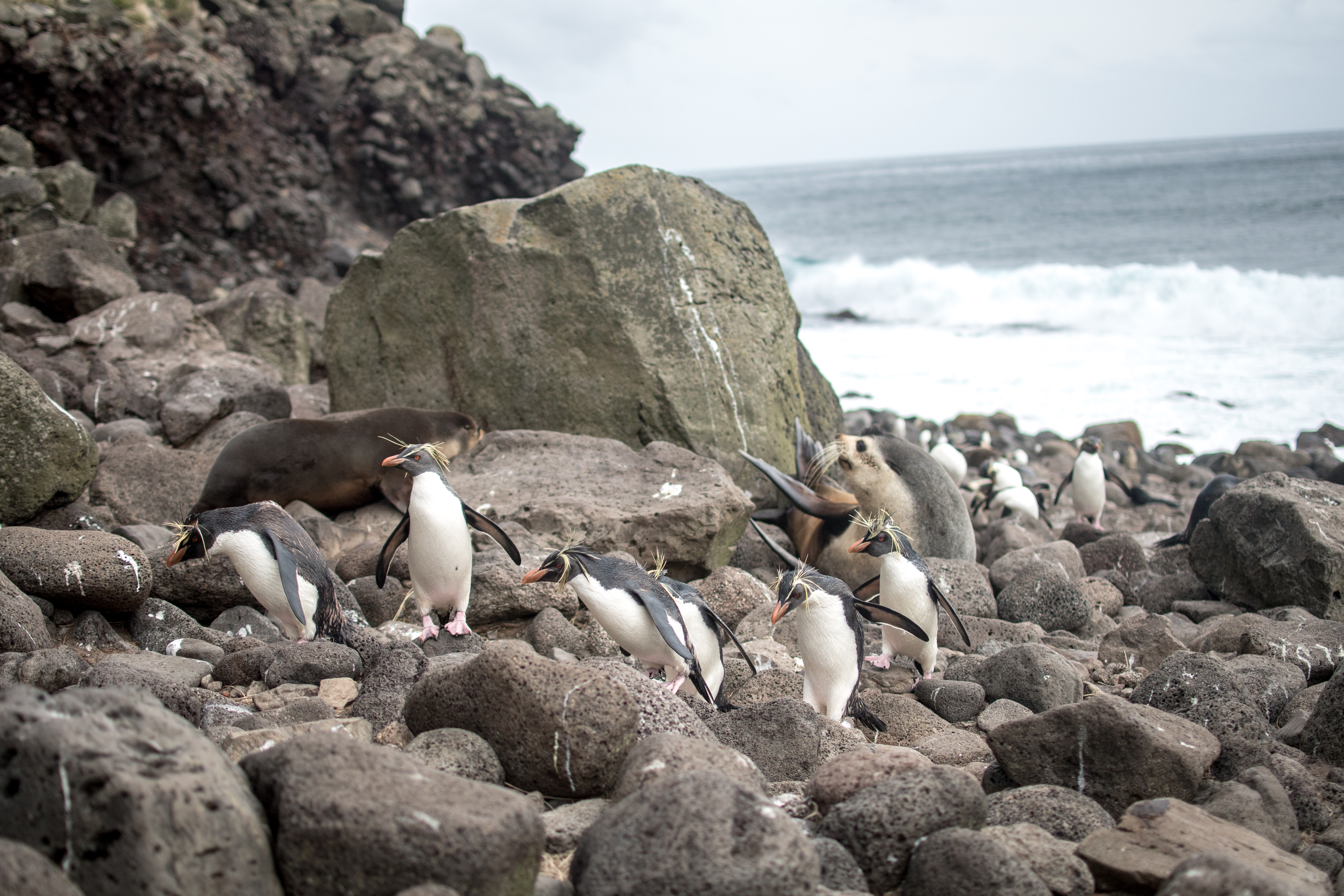
Konkurencja z kotikami subantarktycznymi to potencjalne zagrożenie dla pingwinów długoczubych

W Czerwonej księdze gatunków zagrożonych IUCN pingwin długoczuby jest klasyfikowany jako gatunek zagrożony (ang. EN – Endangered). Całkowita liczebność populacji sięga 265 000 par lęgowych, a większość osobników gniazduje na atlantyckich wyspach – ok. 233 400 par lęgowych. Dla porównania na wyspach Oceanu Indyjskiego gnieździ się mało ptaków – w 1993 roku na wyspie Amsterdam doliczono się 24 890 par, a na Wyspie Świętego Pawła – 9023. Z wiarygodnych badań miejsc lęgowych wynika, że od połowy lat 70. XX w. światowa populacja zmniejszyła się o 55–60%; spadkowi towarzyszy niski wskaźnik sukcesu lęgowego.
Prawdziwe przyczyny spadku liczby tych pingwinów są nadal nieznane. Powszechnie zbierano jaja aż do lat pięćdziesiątych XX wieku, np. na Tristan da Cunha (i prawdopodobnie nadal na Nightingale); w niektórych miejscach lęgowych, takich jak Wyspa Świętego Pawła i Tristan da Cunha, osobniki były kiedyś łowione jako przynęta do łowienia krabów. Chociaż dostępne informacje są ograniczone, doniesienia o znaczącym drapieżnictwie gatunków inwazyjnych są nieliczne i dotyczą zdziczałych świń na wyspach Tristan (które zostały wytępione w 1873 r.) i Inaccessible (świnie wytępione w 1930 r.); mówi się również, że problemem na Tristan są psy domowe i zdziczałe. Zasoby pokarmu mogą się zmniejszyć na skutek połowów kałamarnic, zmiany klimatu i zmian w morskich sieciach pokarmowych, a pingwiny długoczube również podlegają konkurencji z płetwonogimi, zwłaszcza kotikami subantarktycznymi. W 2011 r. ze statku towarowego, który osiadł na mieliźnie na wyspie Nightingale, wyciekła ropa naftowa, która dotarła na Middle Island oraz Inaccessible Island, zabijając tysiące pingwinów pomimo prób oczyszczenia ptaków. Na kilku wyspach prowadzony jest regularny monitoring, a kilka wysp z koloniami stanowi rezerwaty chronione.